# ماثيو بانستر (موسيقي)
ماثيو بانستر (بالإنجليزية: Matthew Bannister)‏ هو موسيقي نيوزيلندي، ولد في 1962 في اسكتلندا في المملكة المتحدة.